# Jacques Nicolas Fleuriot de La Fleuriais
Jacques Nicolas Fleuriot de La Fleuriais (Ancenis, 30 ottobre 1738 – 20 ottobre 1824) è stato un generale francese.
In seguito alla Rivoluzione, diventò un capo vandeano dell'Esercito cattolico e reale.

## Biografia
Jacques-Nicolas Fleuriot de La Freulière era figlio di Jacques François Fleuriot, signore di la Freulière, e di sua moglie, Marie Louvel.
Sotto l'Ancien régime servì nell'esercito reale in cui diventò capitano di cavalleria nel 1780, fu anche fatto cavaliere di San Luigi, venne poi nominato maresciallo delle guardie del corpo del re nel 1785. Quando scoppiò la Guerra di Vandea raggiunse l'esercito vandeano, dove combatté sotto gli ordini di Stofflet.
Partecipò alla Virée de Galerne durante la quale, alla traversata della Loira ad Ancenis, fu separato dai suoi capi La Rochejaquelein e Stofflet. Fleuriot, preferito al principe de Talmont, si mise alla testa di quello che rimaneva dell'esercito vandeano, lo condusse a Blain quindi a Savenay allo scopo di fare attraversare la Loira ai suoi uomini e tornare in Vandea. Tuttavia, i repubblicani li raggiunsero e li massacrarono nella Battaglia di Savenay. 
Fleuriot riuscì a sfuggire al massacro, attraversare la Loira e raggiungere l'esercito di François Charette, e si mise ai suoi ordini. 
Sopravvissuto alla guerra, morì nel 1824.